# Weverton
Weverton Pereira da Silva (Rio Branco (Acre), 13 december 1987) - alias Weverton - is een Braziliaans voetballer die als doelman speelt. Hij verruilde Athletico Paranaense in januari 2018 voor Palmeiras. Weverton debuteerde in 2017 in het Braziliaans voetbalelftal.

## Clubloopbaan
Weverton begon bij Corinthians waar hij, nadat hij meerdere keren verhuurd werd, niet doorbrak. Hij maakte deel uit van het team dat de Série B van 2008 won, maar speelde dat seizoen geen minuut. Begin 2010 speelde hij voor Botafogo-SP, waar hij de vaste doelman werd en met zijn team het Campeonato Paulista do Interior won. Tussen medio 2010 tot medio 2012 kwam hij meer dan honderd duels uit voor Portuguesa. Hiermee werd hij in 2011 kampioen in de Série B. Weverton speelde tussen medio 2012 en eind 2017 bijna 250 competitieduels voor Athletico Paranaense waarmee hij het Campeonato Paranaense 2016 won. 
Weverton verruilde Athletico Paranaense in januari 2018 voor Palmeiras. Hier begon hij als reservedoelman, maar groeide hij na een paar maanden uit tot eerste keeper. Hij won als zodanig met Palmeiras vervolgens de Copa Libertadores 2020 en 2021, de Recopa Sudamericana 2022, de Série A van 2018 en die van 2022, het Campeonato Paulista 2020 en 2022, de Copa do Brasil 2020 en de Supercopa do Brasil 2023.

## Interlandloopbaan
Voor de Olympische Zomerspelen 2016 in Brazilië werd Weverton door olympisch coach Rogério Micale als dispensatiespeler opgeroepen, nadat Fernando Prass geblesseerd afviel. Hij werd met het Braziliaans olympisch voetbalelftal na penalty's olympisch kampioen. Hij stopte in de penaltyreeks van de finale de vijfde strafschop van Nils Petersen. Direct hierna nam bondscoach Tite hem op in de selectie van het Braziliaans voetbalelftal voor twee WK-kwalificatiewedstrijden. Op 26 januari 2017 debuteerde Weverton voor Brazilië, in een oefeninterland tegen Colombia (1-0). Na meer dan drie jaar afwezigheid keerde hij in oktober 2020 terug in de Braziliaans selectie. Hij maakte deel uit van de selectie voor de Copa América 2021, waarop Brazilië de finale verloor. Hij speelde in het derde pouleduel. Weverton werd opgenomen in de selectie voor het Wereldkampioenschap voetbal 2022. Hierop keepte hij tien minuten in de achtste finale tegen Zuid-Korea.

## Erelijst
| Competitie          |            |            |            |            |
| Competitie          | Aantal     | Jaren      |            |            |
| Portuguesa          | Portuguesa | Portuguesa | Portuguesa | Portuguesa |
| ------------------- | ---------- | ---------- | ---------- | ---------- |
| Kampioen Série B    | 1x         | 2011       |            |            |
| Palmeiras           |            |            |            |            |
| Copa Libertadores   | 2x         | 2020, 2021 |            |            |
| Recopa Sudamericana | 1x         | 2022       |            |            |
| Kampioen Série A    | 2x         | 2018, 2022 |            |            |
| Copa do Brasil      | 1x         | 2020       |            |            |
| Supercopa do Brasil | 1x         | 2023       |            |            |
| Olympisch tean      |            |            |            |            |
| Olympisch kampioen  | 1x         | 2016       |            |            |